# Llau del Rial
La Llau del Rial, és una llau de l'antic terme de Gurp de la Conca, actualment inclòs en el terme municipal de Tremp, al Pallars Jussà.
Es forma a llevant de la Borda de Figuera i al sud-est de l'església romànica de Sant Miquel de Gurp, des d'on davalla cap al sud, fent amples ziga-zagues cap als dos costats. S'aboca en el barranc de Tendrui a llevant del poble de Sant Adrià.